# はと座デルタ星
はと座δ星（はとざデルタせい、δ Columbae、δ Col）は、はと座の連星である。見かけの等級は3.85で、肉眼でみることができる明るさである。年周視差に基づいて計算した太陽系からの距離は、およそ202光年である。

## 名称
はと座δ星は、フラムスティード名でおおいぬ座3番星にあたるとされる。バイエルのウラノメトリアやフラムスティードの天球図譜に、はと座の姿は描かれているが、星表がないので、原典にははと座のバイエル符号やフラムスティード番号がない。はと座δ星というバイエル名は、ラカイユが定めたものとされる。

## 星系
はと座δ星は、分光連星である。リック天文台とカリフォルニア大学による、チリへの南天観測遠征隊の観測の結果、1904年に視線速度の変化から連星ではないかと考えられ始め、1918年には予備的な軌道要素が求められ、分光連星であることが確実となった。はと座δ星の公転軌道は、周期が868.8日、離心率が0.7で、視覚的に分離はできないが、軌道長半径は9ミリ秒に相当する。
はと座δ星の主星はG型の輝巨星で、スペクトル型はG7 IIとされる。質量は太陽の3倍程度、光度は太陽のおよそ155倍で、表面温度は約5,136Kと推定される。軌道要素からすると、伴星の質量は主星のおよそ3分の1で、主星の質量が太陽の3倍なら伴星の質量はほぼ太陽程度となる。